# Henrique Araújo
Pour les articles homonymes, voir Araújo (homonymie).
Henrique Araújo, né le 19 janvier 2002 à Funchal au Portugal, est un footballeur portugais qui évolue au poste d'avant-centre au Benfica Lisbonne.

## Biographie

### En club
Né à Funchal au Portugal, Henrique Araújo est formé par le CS Marítimo avant de rejoindre le centre de formation du Benfica Lisbonne en 2018. Le 5 mars 2019, Araújo signe son premier contrat professionnel avec Benfica. Il est alors lié au club jusqu'en juin 2022.
Il fait sa première apparition en équipe première le 2 février 2022, lors d'une rencontre de championnat face à Gil Vicente. Il entre en jeu à la place de Everton Cebolinha et son équipe s'incline par deux buts à un. Le 11 mars 2022, Araújo inscrit son premier but avec l'équipe première contre le FC Vizela, en championnat. Il marque seulement une minute après son entrée en jeu, et permet à son équipe d'égaliser (1-1 score final),.
Entre-temps, Araújo participe également à l'UEFA Youth League, où son équipe se hisse jusqu'en final, affrontant le Red Bull Salzbourg le 25 avril 2022. Il se fait remarquer ce jour-là en marquant trois buts, contribuant ainsi à la victoire des siens par six buts à zéro.
Henrique Araújo fait sa première apparition en Ligue des champions le 2 août 2022 contre le FC Midtjylland.
Le 23 janvier 2023, Henrique Araújo est prêté jusqu'à la fin de la saison au club anglais du Watford FC.
Araújo est de nouveau prêté le 18 juillet 2023, cette fois-ci au FC Famalicão pour une saison.
Araújo joue son premier match pour Famalicão le 11 août 2023, lors de la première journée de la saison 2023-2024 de première division portugaise, face au SC Braga. Il entre en jeu et son équipe s'impose par deux buts à un.
Le 11 juillet 2024, Henrique Araújo rejoint le FC Arouca sous la forme d'un prêt d'une saison,.

### En sélection
Il représente l'équipe du Portugal des moins de 18 ans, sélection avec laquelle il réalise deux doublés, contre la Turquie le 7 février 2020 (victoire 4-1 du Portugal) et contre la Norvège le 11 février suivant (les Portugais l'emportent 3-0).
Henrique Araújo joue son premier match avec l'équipe du Portugal espoirs le 7 octobre 2021 contre le Liechtenstein. Il entre en jeu à la place de Gonçalo Ramos lors de cette rencontre remportée largement par son équipe par onze buts à zéro. Le 18 novembre 2022, Araújo se fait remarquer avec les espoirs en réalisant un triplé face à la Tchéquie. Il est titularisé ce jour-là et participe avec ses trois buts à la victoire des siens par cinq buts à un.
Araújo est est appelé avec les espoirs pour participer à l'Euro espoirs en 2025 organisé en Slovaquie,.

### En club
Benfica Lisbonne
- UEFA Youth League
  - Vainqueur : 2021-22.